# Épervier des Célèbes
Tachyspiza nanus
Espèce
Statut de conservation UICN

 LC  : Préoccupation mineure
Statut CITES
L'Épervier des Célèbes (Tachyspiza nanus) est une espèce d'oiseaux de la famille des Accipitridae.

## Répartition
Cet oiseau est endémique des Célèbes.